# .er
.er is het achtervoegsel van domeinen van websites uit Eritrea.
In verschillende talen (waaronder het Engels en het Nederlands) zou de .er extensie potentieel waardevol kunnen zijn als registratie op het tweede niveau mogelijk was: er wordt ook als uitgang voor woorden gebruikt, waardoor de extensie voor domeinhacks zou kunnen worden gebruikt, zoals bijvoorbeeld mijnserv.er.
Omdat er geen registrator is, is registratie feitelijk niet mogelijk.